# 8917 Tianjindaxue
8917 Tianjindaxue eller 1996 EU2 är en asteroid i huvudbältet som upptäcktes den 9 mars 1996 av Beijing Schmidt CCD Asteroid Program vid Xinglong-observatoriet. Den är uppkallad efter Tianjin universitetet.
Asteroiden har en diameter på ungefär 37 kilometer.